# Sho-ka
sho-ka（昇歌、10月2日生まれ）は、日本のシンガーソングライター。

## 略歴・リリース
- 2001年、「Vogus Image」活動開始
- 2005年、恵比寿LIQUIDROOMのワンマンライブにて「Vogus Image」活動休止
- 2008年、「sho-ka」としてソロ活動を開始・MINI ALBUM「portable rain」リリース
- 2010年、「VOGUS IMAGE」活動再開・8月9日「再録音0.06」リリース
- 2015年、「portablerain」活動を開始
- 2018年、アコースティックユニット、Living Propertyをメンバー不定期で活動開始
- 2019年
  - 10月20日「making our world」通販限定でリリース
  - 11月15日「if you should fall.-nigon wylta Galdor」通販250枚限定でリリース

## 音源
ALBUM
「making our world」
収録曲                                                 　　　　　　　　　　　　　　　　　　　　　　　　　　　　　　　　　　　　　　　　　　　　　
1. 勝者の呪い
2. making our world
3. cataclysm
4. rebirth
5. crayons
6. 絶対零度_rearrange version
7. tranceparency
8. act_rearrange version
9. 南天簪
10. 色相環

「if you should fall.-nigon wylta Galdor」
収録曲
1. Extraordinary news
2. This works for pain.（未発表音源）
3. then and there.（リマスタリング）
4. 捜索（リマスタリング）
5. 番い（リマスタリング）
6. セミノハツキ（リマスタリング）
7. wash hands
8. 十月（リマスタリング）
9. チャック（リマスタリング）
10. sea（リマスタリング）
11. arecibo message（リマスタリング）
12. all time great invention.（未発表音源）

MINI ALBUM
「portable rain」
収録曲
1. eiak
2. 月
3. セミノハツキ
4. then and there
5. 6.28
6. セミノハツキ_acoustic version

SINGLE
「再録音0.06」
収録曲
1. セミノハツキ_再録音アレンジ
2. sea_再録音アレンジ

配信音源
- 「チャック」
- 「十月」
- 「番い」
- 「捜索」
- 「crayons」
- 「Arecibo message」
- 「セミノハツキ_20080326」
- 「sea_再録音0.06 version」
- 「絶対零度_rearrnge version」

## WEB
- Vogus Imageのボーカリスト、sho-kaのソロの新作が近日配信決定!
- 【sho-ka】2019年一発目、1月4日に新作「crayons」をリリース。sho-kaからのコメントも。
- 【sho-ka】ソロの3楽曲を1ヶ月に1曲づつ配信中。8月は「捜索」。sho-kaの楽曲紹介Q&Aも。
- Vogus Image・sho-kaのソロアルバムが完成。Vogus Imageの18周年公演で先行販売がスタート！「裏切る事のない光に～指折り待ち数えた光の矢に手を伸ばせ」
- 【インタビュー】Sho-ka（Vogus Image）：何かを背負うのではなく、純粋に音楽創作やライブ活動へ自分の想いを注いでみたい。
- 【sho-ka】11月15日発売 NEW ALBUM「if you should fall.-nigon wyrta Galdor」、本日より受付開始!